# Alex McArthur
Pour les articles homonymes, voir McArthur.
Alex McArthur est un acteur et réalisateur américain né à Telford le 6 mars 1957. Il est connu mondialement pour son rôle de cow-boy Duell McCall dans la série des téléfilms Desperado dans les années 80 mais aussi pour le rôle de tueur dans le film de William Friedkin : Le Sang du châtiment en 1987.

## Filmographie partielle

### Séries télévisées
- 1984 : Les deux font la paire (Scarecrow and Mrs King) : Antov
- 1984 : Riptide (Riptide) : Tony DeVito
- 1985 : Capitaine Furillo (Hill Street Blues) : Brent
- 1985 : Côte Ouest (Knots Landing) : Ken Forest
- 1992 : The Fifth Corner : Richard Braun
- 1994 : The Road Home : Dickie Blaineau
- 1997 : Les Anges du bonheur (Touched by an Angel) : Ed Bingham
- 1998 : Au-delà du réel : L'aventure continue (The New Outer Limits) : Josh Butler
- 1999 : La Loi du Colt (Dead Man's Gun) : Johnny Coburn
- 1999 : Charmed (Charmed) : Gabriel
- 1999 : Chicago Hope : La Vie à tout prix (Chicago Hope) : Dwayne Haskell
- 2003 : Hunter (Hunter) : Alex Tanner
- 2004 : Division d'élite (The Division) : rôle sans nom

### Téléfilms
- 1984 : Le Trou de mémoire (With Intent to Kill) de Mike Robe : Bo Reinecker
- 1985 : Commando 5 (Command 5) de E.W. Swackhamer : Shérif Sam
- 1985 : Le Témoin silencieux (Silent Witness) de Michael Miller : Joey Caputo
- 1985 : Le Crime de la loi (Crime of Innocence) de Michael Miller : Cory Yeager
- 1987 : Desperado (Desperado) de Virgil W. Vogel : Duell McCall
- 1988 : Le Retour de Desperado (The Return of Desperado) de E.W. Swackhamer : Duell McCall
- 1988 : Desperado : Avalanche à Devil's Ridge (Desperado: Avalanche at Devil's Ridge) de Richard Compton : Duell McCall
- 1989 : L.A. Takedown (L.A. Takedown) de Michael Mann : Patrick McLaren
- 1989 : Desperado : La Guerre des bandits (Desperado: The Outlaw Wars) de E.W. Swackhamer : Duell McCall
- 1989 : Desperado : Justice (Desperado: Badlands Justice) de E.W. Swackhamer : Duell McCall
- 1991 : La Vengeance d'un flic (Shoot First: A Cop's Vengeance) de Mel Damski : Stephen Smith
- 1992 : Le Cartel Medellin : guerre à la drogue (Drug Wars: The Cocaine Cartel) de Paul Krasny : Tom Vaughan
- 1993 : Le Meurtre que je n'ai pas commis (Woman on the Run: The Lawrencia Bembenek Story) de Sandor Stern : Nick Gugliatto
- 1995 : L'Inconnu du parc (Ed McBain's 87th Precinct : Lightning) de Bruce Paltrow : Détective Bert Kling
- 1995 : Le Parfait Alibi (Perfect Alibi) de Kevin Meyer : Keith Bauers
- 1995 : Secret mortel (Sharon's Secret) de Michael Scott : Bodin
- 1998 : Obsession fatale (Devil in the Flesh) : Peter Rinaldi

### Films cinéma
- 1987 : Le Sang du châtiment (Rampage) de William Friedkin : Charlie Reece
- 1997 : Le collectionneur (Kiss the girls) de Gary Fleder : Davey Sikes